# 9910 Vogelweide

9910 Vogelweide

9910 Vogelweide eller 3181 T-2 är en asteroid i huvudbältet som upptäcktes den 30 september 1973 av den nederländsk-amerikanske astronomen Tom Gehrels och det nederländska astronomparet Ingrid van Houten-Groeneveld och Cornelis Johannes van Houten vid Palomarobservatoriet. Den är uppkallad efter den tyske diktaren Walther von der Vogelweide.
Asteroiden har en diameter på ungefär 6 kilometer.